# Cephalaeschna klapperichi
Cephalaeschna klapperichi är en trollsländeart som beskrevs av Schmidt 1961. Cephalaeschna klapperichi ingår i släktet Cephalaeschna och familjen mosaiktrollsländor. IUCN kategoriserar arten globalt som otillräckligt studerad. Inga underarter finns listade i Catalogue of Life.